# Pikkujärvi (Gällivare socken, Lappland, 749278-172701)
Pikkujärvi är en sjö i Gällivare kommun i Lappland och ingår i Kalixälvens huvudavrinningsområde. Pikkujärvi ligger i Torne och Kalix älvsystem Natura 2000-område.